# Glavanți, Dobrici
Glavanți (în bulgară Главанци, în română Pirli-Geami-Mahle) este un sat în comuna Tervel, regiunea Dobrici, Dobrogea de Sud, Bulgaria. 
Între anii 1913-1940 a făcut parte din plasa Curtbunar a județului Durostor, România.

## Demografie
Componența etnică a satului Glavanți
     Turci (90,62%)
     Bulgari (8,59%)
     Nicio identificare (0,78%)
     Altele (0%)
La recensământul din 2011, populația satului Glavanți era de 128 locuitori. Din punct de vedere etnic, majoritatea locuitorilor (90,62%) erau turci, cu o minoritate de bulgari (8,59%). Pentru 0,78% din locuitori nu este cunoscută apartenența etnică.